# Hésitation (roman)
 (mars 2025).
Cet article concerne le roman de Stephenie Meyer. Pour l'adaptation cinématographique de David Slade, voir Twilight, chapitre III : Hésitation.
Pour les articles homonymes, voir Hésitation.
Hésitation (titre original : Eclipse) est le troisième tome de la saga Twilight de Stephenie Meyer parue en 2007.

## Résumé
Au début du troisième tome, Charlie a puni Bella, lui interdisant de sortir de chez elle sauf pour aller en cours. Edward lui impose de postuler à des universités prestigieuses, alors qu'elle est déjà acceptée par l'université d'Alaska, un lieu idéal pour une vampire. De son côté, Charlie s'inquiète d'une sorte de guerre des gangs qui aurait causé plusieurs meurtres à Seattle. Edward interdit à Bella de fréquenter Jacob, estimant qu'il est trop dangereux qu'elle s'approche d'un loup-garou et ne pouvant pas l'accompagner lui-même sur le territoire quileute à moins de briser la trêve entre les espèces. Bella raconte à Edward que c'est la présence des vampires qui cause les transformations en loups-garous, ce dont les Cullen ne se doutaient pas. Edward rappelle ensuite à Bella que Carlisle et Esmée lui ont offert des billets d'avion pour la Floride à son anniversaire précédent, et qu'ils sont sur le point d'expirer. Edward et elle se rendent donc dans la région. Renée rencontre donc Edward pour la première fois et s'inquiète de voir sa fille si amoureuse d'un inconnu ; Bella la rassure en lui disant qu'il ne s'agit que d'une amourette de lycée. À leur retour, Bella reçoit un appel téléphonique de Jacob, qui lui demande seulement si elle se rendra au lycée le lendemain. Bella suppose qu'il appelle pour vérifier que son absence n'est pas due à une transformation en vampire. Le lendemain, Jacob se rend au lycée et discute avec Bella et Edward. Il apprend à Bella qu'Emmett et Paul ont failli se battre, Emmett ayant accidentellement dépassé les limites du territoire quileute en pourchassant Victoria. Travaillant au magasin des Newton, Bella entend des clients raconter qu'ils ont vu un ours gigantesque près de Forks, une affirmation peu crédible. Bella parvient à se rendre par surprise chez Jacob malgré l'interdiction formelle d'Edward ; elle prend une décision spontanée et avance le plus rapidement possible en voiture jusqu'à la frontière, assez vite pour ne pas être interceptée par Alice et pendant une sortie de chasse d'Edward. Il lui raconte l'altercation entre Paul et Emmett, affirmant que Sam a déclaré qu'il est plus important de chasser Victoria que de se battre entre eux, et lui apprend de nombreuses choses sur les loups-garous. Rentrant chez elle, elle est soudain filée par la voiture d'Edward et panique, se rendant directement chez Angela Weber pour l'aider à écrire des invitations à la cérémonie de fin d'année. Quand elle rentre chez elle, Edward l'attend dans sa chambre, furieux. Il lui dit qu'il a failli rompre le traité pour aller la chercher, et n'a manifestement pas eu le temps de se nourrir avant de revenir à Forks. Quelques jours plus tard, il part donc à nouveau à la recherche d'animaux à chasser. Alice l'invite chez elle et lui annonce qu'elle organise une soirée entre filles avec Rosalie, Esmé et elle-même pour Bella, et Bella comprend rapidement qu'Edward a prévu ce plan pour l'empêcher d'aller voir Jacob en son absence. Elle a effectivement proposé à Jacob de la voir le samedi, et l'appelle pour le prévenir qu'elle doit annuler. Pendant la soirée, Rosalie lui tient compagnie : elle explique qu'Edward ne la laisse jamais seule, mais qu'elle tenait à lui raconter sa propre histoire pour justifier sa volonté de garder Bella humaine. Le lendemain, alors qu'elle est au lycée, Jacob l'attend sur le parking et la prend sur sa moto ; ensemble, ils s'enfuient pour La Push. À la fin de la journée, elle rentre chez elle, sachant qu'Edward sera à nouveau furieux. Or, il admet que ses réticences sont dues à ses préjugés plutôt qu'à la raison et décide de l'autoriser à lui rendre visite.
En rentrant chez elle, Bella se rend compte que certaines de ses affaires ont disparu de sa chambre. Elle ne s'en inquiète pas, pensant qu'Alice lui a probablement pris des affaires en préparant la soirée chez elle. Elle se ravise cependant rapidement et parle du vol aux Cullen ; ils en déduisent qu'un vampire a fait irruption dans sa chambre pendant son absence, et qu'il s'agit peut-être des Volturi. Carlisle se rend sur place et affirme que s'il y a bien une odeur de vampire inconnu, il ne reconnaît pas l'odeur du vampire entré dans la chambre. Les loups-garous et les vampires définissent alors de nouvelles frontières afin de mieux protéger Bella et son père. En cherchant une publicité dans le journal pour faire un cadeau à Alice, Bella tombe sur un article intitulé Seattle terrorisée par une série de meurtres. La police refuse de poursuivre la piste d’un serial killer, estimant que les 39 victimes en trois mois sont beaucoup trop nombreuses et variées pour être l’œuvre d’une seule personne. À la lecture de l'article, Edward affirme qu'il ne peut pas s'agir d'un seul vampire nouveau-né, mais de plusieurs. Il s'étonne qu'ils n'aient aucun contrôle et ne semblent avoir jamais entendu parler des Volturi, ce qui leur aurait fait prendre plus de précautions. En effet, les Volturi ont pour rôle de traiter ce genre de cas : leur intervention à Seattle les encouragerait à se rendre à Forks pour vérifier que Bella est bien transformée en vampire, ce qui inquiète Edward. Bella est invitée à une soirée Quileute. Elle y découvre que Sue a remplacé Harry Clearwater au sein du conseil. De plus, Sam a intégré le conseil, en devenant le quatrième membre. Les anciens racontent des légendes quileutes, dont celle de la troisième femme, une humaine quileute qui s'est tuée pour protéger son mari loup-garou pendant un combat contre un vampire. La nuit suivante, Bella rêve que la vampire est Rosalie, que le loup est Billy Black et qu'elle-même a le devoir de se suicider, comme la troisième femme, pour faire diversion et sauver Black. Alice rappelle à Bella que la fin des cours n'est qu'une semaine plus tard et Bella panique, ne se sentant pas prête pour sa transformation en vampire qui doit suivre. Jasper, quant à lui, affirme que Seattle est en proie à une armée de moins de vingt nouveau-nés. Il prédit que la situation va empirer et que les Volturi vont intervenir, à moins qu'ils détruisent immédiatement les troupes. Les Cullen s'étonnant du peu de réactivité des Volturi, Edward et Alice supposent qu'ils font exprès d'attendre en espérant que les nouveau-nés vont tuer un ou deux membres du clan avant qu'Aro ne puisse les recruter tous les deux, séduit par leurs dons. Ils décident d'appeler le groupe de Denali à l'aide, mais Irina, membre du clan et ancienne amante de Laurent, refuse de les aider à moins que les loups-garous soient tous assassinés.
Les Cullen cherchent également d'autres alliés. Carlisle cherche des anciens amis, tandis que Jasper tente de recontacter Peter et Charlotte. Il évoque la possibilité de retrouver Maria, avant de se raviser, ne voulant pas impliquer de gens du Sud dans les affaires plus pacifiques du Nord des États-Unis.
Lorsque Bella revoit Jacob, il lui déclare qu'il est amoureux d'elle. Il l'embrasse ensuite de force. En le frappant, Bella se brise la main. Elle lui dit cependant qu'elle ne souhaite pas qu'il sorte de sa vie définitivement. Edward annonce à Bella qu'Emmett et Jasper ont parié sur le nombre d'humains qu'elle tuera pendant sa première année en tant que vampire. Alice confirme ensuite que l'armée des nouveau-nés cherche à détruire Bella, ce dont elle a eu la preuve pendant une de ses visions. Les Cullen et Bella savent cependant qu'ils ont du temps avant l'attaque finale, et Bella se rend sans encombre à sa cérémonie de remise des diplômes.
Jacob, Embry et Emmett se rendent à la soirée organisée par Alice chez les Cullen pour la remise des diplômes. Jacob offre à Bella un bracelet orné d'une amulette de bois représentant un loup, qu'il a taillée lui-même, suivant l'enseignement de son père. Alice leur dévoile qu'ils vont combattre les nouveau-nés, provoquant l'enthousiasme des garçons, et Jasper invite les loups à un entraînement commun. Bella émet ensuite l'hypothèse que le vampire étant entré chez elle travaille pour Victoria plutôt que pour les Volturi, qui respectent leurs propres règles. Par ailleurs, elle se souvient qu'Edward a traqué Victoria jusqu'à perdre sa trace au Texas quand il croit Bella morte, et se dit qu'elle a dû découvrir les armées vampires et s'en inspirer, mais perdre le contrôle sur les nouveau-nés par manque d'expérience. De plus, Laurent est proche de Victoria et du clan de Denali et a pu lui donner des informations détaillées sur les dons des Cullen, ce qui explique pourquoi elle parvient très bien à éviter les visions d'Alice et la proximité d'Edward. À la formation organisée par Jasper pour combattre des nouveau-nés, Bella découvre que les loups-garous sont désormais au nombre de dix. Le jour du combat, Billy invite Charlie à une partie de pêche puis à un match de baseball chez lui afin de le garder en sécurité. Bella dit à Edward qu'avant d'être transformée en vampire, elle tient à avoir un rapport sexuel avec lui. Edward refuse, affirmant qu'il ne peut pas céder sa virginité avant le mariage, le seul péché qu'il n'a pas commis. Il lui montre ensuite la bague de fiançailles de sa mère, ancienne et sertie de diamants. Bella finit par accepter d'épouser Edward, à condition de ne pas avoir de cérémonie. Or, Alice a une vision de son mariage secret et s'offusque de ne pas pouvoir organiser de grande fête.
Bella part en montagne avec Jacob et Edward afin d'être le plus loin possible du combat final. Alors qu'elle est sur le point de perdre conscience à cause du froid, Edward autorise Jacob à s'allonger à côté d'elle : avec sa chaleur corporelle extrême, il la sauve de l'hypothermie. Pendant le sommeil de Bella, Edward et Jacob concluent une trêve jusqu'au matin. Le lendemain matin, Edward discute des fiançailles avec Bella ; il s'assure cependant que Jacob est à portée d'écoute, et Jacob s'enfuit, dépassé par la douleur. Bella supplie Seth de le retrouver et Jacob revient, mais lui explique qu'il compte se sacrifier dans le combat contre les nouveau-nés. Bella lui demande alors de l'embrasser afin de le convaincre qu'elle veut vraiment son retour. Après le baiser, elle se rend compte qu'elle est amoureuse de Jacob, bien qu'elle préfère toujours sans aucun doute Edward. Alors que la bataille commence dans la pleine, Seth, Edward et Bella sont toujours en montagne. Or, Edward et Seth se rendent compte que Victoria et son second sont à proximité. Ils combattent et sont en difficulté ; Bella décide de se blesser pour apporter une diversion, comme la troisième femme des légendes quileutes. Avant qu'elle ne puisse passer à l'action, Victoria et Riley sont vaincus.
Alors que le trio redescend en plaine, les combats étant terminés, Alice a une vision de l'arrivée d'un contingent des Volturi. Edward fait remarquer que leur arrivée est parfaitement chronométrée, et qu'ils espéraient clairement la mort de quelques Cullen. Les loups partent pour La Push afin de ne pas croiser le chemin des Volturi, et Bella apprend que Jacob a été gravement blessé, mais que sa vie n'est pas en danger. Une fois arrivés en plaine, Bella et Edward découvrent une vampire de quatorze ou quinze ans, nouveau-née, qui s'est rendue pendant le combat et que les Cullen proposent d'adopter. Jane arrive, accompagnée de Félix et de deux autres vampires de la garde des Volturi. Elle salue Carlisle de la part d'Aro, puis s'étonne que les Cullen aient réussi à tuer dix-huit nouveau-nés, Riley et Victoria. Elle annonce également que Caïus sera intéressé de savoir Bella toujours humaine et leur rendra probablement visite quelques mois plus tard, puis tue la vampire nouveau-née. Carlisle rend visite à la réserve pour soigner Jacob, un médecin classique ne pouvant pas le faire sans se rendre compte que Jacob n'est pas humain : Billy Black le remercie et accepte sa présence sur le territoire pour la première fois.
Bella décide finalement qu'elle veut une vraie cérémonie de mariage, par devoir envers ses parents qui ne la reverront plus. Elle laisse donc Alice tout organiser. Voyant que Bella accepte sa part du marché, Edward décide de remplir la sienne et lui propose de faire l'amour, ce qu'elle refuse, décidant de suivre pleinement leur compromis précédent. Comprenant que le choix de Bella est irréversible, Jacob se transforme en loup et part le plus loin possible, sans intention de revenir.

## Apports du livre à la saga
- Dans Hésitation, on en apprend plus sur les personnages de Rosalie et Jasper. 
  - Rosalie a vécu dans les années 1930. Elle a toujours été extrêmement belle, faisant la fierté de ses parents qui espéraient pour elle un mariage avantageux. Et, effectivement, le jeune M. King, fils du propriétaire de la banque où travaille le père de Rosalie la demande en mariage. Rosalie avoue elle-même que lorsqu'elle était humaine, elle avait des désirs purement superficiels. Peu avant le mariage, alors qu'elle rentrait chez elle, de nuit, elle a été attaquée par son fiancé et ses amis, complètement ivres. Ils l'ont violée et battue, puis laissée dans la rue à moitié morte, où Carlisle l'a trouvée et transformée pour qu'elle survive.
  - Jasper a vécu au XIXe siècle. Il était officier lors de la guerre de Sécession. Il est depuis un stratège hors pair. Vampire, il participait, autrefois, aux guerres violentes des territoires dans le sud. Il a été transformé par une vampire, Maria, qui était en train de construire une armée pour reprendre des territoires. Elle tuait les soldats survivants à un an de guerre mais grâce à son don, Jasper resta auprès d'elle de nombreuses années, jusqu'à ce qu'un de ses compagnons, Peter, lui montre une nouvelle façon de vivre et le convainque de partir.

- Stephenie Meyer précise également son idée sur la façon dont vivent les vampires. À travers Jasper, elle nous dit que, dans le sud du globe, les vampires sont très peu civilisés. Ils se battent entre eux, formant de véritable armées de nouveau-nés afin de conquérir des espaces où, une fois qu'ils se sont rendus maîtres, ils se nourrissent sans vergogne.

## Origine du titre
Le titre original du roman est Eclipse. Le mot est prononcé vers la fin du livre par Jacob ; Bella lui avoue en effet qu'il était son soleil lorsqu'Edward était parti, qu'il avait chassé les nuages. Jacob, ironisant, déclare qu'il peut s'occuper des nuages mais ne peut rien faire contre une éclipse. L'éclipse est donc l'amour inconditionnel que se vouent Edward et Bella, qui efface tout le reste.

## Personnages principaux

### Bella et sa famille
- Bella Swan, 18 ans. Elle a des yeux brun chocolat, des cheveux brun foncé et est décrite comme étant extrêmement maladroite et timide. Elle est une des protagonistes de l'histoire.
- Charlie Swan, père de Bella et chef de la police de Forks. Dans ce roman, Charlie en veut toujours à Edward pour avoir abandonné Bella (Tentation). De plus, il apprécie énormément les Black, et il est clair qu'il aimerait voir l'amitié qui lie Bella et Jacob se développer.
- Renée Dwyer, mère de Bella. Jusque-là, elle avait toujours été décrite comme assez délurée et peu mature. Lorsque Edward et Bella lui rendent visite, on apprend qu'elle est malgré tout très clairvoyante car elle soupçonne immédiatement que le lien qui lie sa fille et son gendre, n'est pas banal.
- Phil Dwyer, mari de Renée. Il est entraineur de baseball ; il se blesse, ce qui empêche Renée d'assister à la cérémonie de remise des diplômes de Bella.

### La famille Cullen
- Edward Cullen, né en 1901. Il possède le pouvoir de lire dans les pensées de n'importe quelle personne (humaine ou vampire), à l'exception de celles de Bella Swan. Transformé par Carlisle alors qu'il allait mourir de la grippe espagnole en 1918. Il se sent coupable d'avoir abandonné Bella en début d'année (voir Twilight, chapitre II : Tentation).
- Carlisle Cullen, père adoptif d'Edward, Alice, Jasper, Rosalie et Emmett. Il est médecin, et a vécu à Londres au XVIIe siècle. Son père était un pasteur anglican lancé dans une bataille contre les créatures démoniaques telles les vampires, et c'est parce qu'il y a pris part que Carlisle fut transformé lui-même en vampire. Il a d'abord rejoint les Volturi, puis les a quittés pour s'installer aux États-Unis. Marié à Esmée Cullen (voir ci-dessous). Il joue le rôle de père de famille.
- Esmée Cullen, épouse de Carlisle, transformée après Edward par Carlisle à la suite d'une tentative de suicide pour avoir perdu son enfant.
- Alice Cullen, sœur d'Edward, Emmett, et Rosalie. Elle possède la capacité de prédire le futur. En couple avec Jasper (voir ci-dessous) elle est aussi la meilleure amie de Bella. Prise en traque par James, elle a été transformée par un vieux vampire qui a été lui-même tué par James (voir Fascination).
- Emmett Cullen, dont la carrure impressionnante permet de tenir tout le monde en respect, en couple avec Rosalie Hale (voir ci-dessous). Il est transformé au moment où Rosalie l'a trouvé en train de se faire attaquer par un ours et l'a emmené à Carlisle.
- Rosalie Hale, décrite comme la beauté même, elle est en couple avec Emmett. Transformée par Carlisle alors qu'elle était en train de mourir frigorifiée, après s'être fait agresser par son fiancé et les amis de celui-ci. Au fil des tomes, elle considérera Bella de rivale à amie proche et petite sœur.
- Jasper Hale, qui a le pouvoir de contrôler les émotions de ceux qui l'entourent, est en couple avec Alice. Dans Twilight, chapitre II : Tentation il a failli attaquer Bella quand celle-ci s'est coupée avec du papier cadeau. Il est le membre le plus récent de la famille.

### Indiens Quileute
- Jacob Black, indien Quileute, amoureux et meilleur ami de Bella, bras droit de Sam, mais descendant direct des chefs de meute Quileute : il est donc légitimement en droit de demander le commandement à Sam. Il hait Edward qu'il considère comme un rival.
- Billy Black, ami de Charlie le père de Bella, il habite à La Push, la réserve proche de Forks avec son fils Jacob. Sa tribu se dit descendante des loups et ennemie jurée des "sang-froid", c'est-à-dire des vampires. Il est paralysé des jambes.
- Sam Uley, chef de la meute des loups-garous.
- Emily, fiancée de Sam. Elle a été défigurée par Sam lors d'un accès de colère de celui-ci.
- Sue Clearwater et ses enfants Seth et Leah qui tous deux sont des loups-garous. Leah est l'unique fille loup-garou de la meute.
- Quil, Embry, Jared et Paul sont des loups-garous et font partie de la meute de Sam Uley.

### Lycéens de Forks
- Angela Weber, est une amie de Bella. Elles sont devenues plus proches dans ce roman.
- Jessica Stanley, première amie de Bella à Forks, qui à présent n'est plus réellement son amie.
- Mike Newton, ami de Bella, amoureux d'elle. Sa relation amoureuse avec Jessica est mouvementée, et entrecoupée de ruptures et de réconciliations.
- Eric, "en guerre" avec Mike car il est lui aussi, amoureux de Bella dans le premier tome.
- Lauren Mallory, elle déteste Bella et la considère comme sa pire ennemie.
- Tyler Crowley, il a failli accidentellement avec sa voiture écraser Bella dans Fascination. Heureusement, celle-ci fut spectaculairement sauvée par Edward. Il cherche toujours à se racheter depuis, au grand désespoir de Bella.
- Ben Cheney, petit ami d'Angela et ami de Bella.

### Vampires nomades
- Victoria, qui cherche toujours à venger James, tué par la famille Cullen dans Fascination. Elle est l'ennemie centrale dans Hésitation.
- Les Volturi, vampires très puissants qui vivent à Volterra en Italie et sont considérés comme une famille royale. C'est le clan le plus nombreux qui existe encore dans le monde vampirique.
- Les vampires nouveau-nés de Victoria, notamment Riley et Bree, des vampires nouveau-nés créés par Victoria pour attaquer Bella. Riley est tué par Seth Clearwater (voir plus haut) et Bree par Félix sur ordre de Jane.